# Водна пара
Водната пàра е газообразно агрегатно състояние на водата. Водната пàра е фаза на водата в хидросферата. Водна пара може да се получи при изпарение или кипене на вода в течно състояние или при сублимация на леда. Водната пара е по-лека от въздуха и задейства конвекционни течения, които могат да доведат до образуването на облаци. Водната пара изобилства в земната атмосфера и е парников газ, заедно с други газове като въглероден диоксид и метан. Използването на водна пара от хората играе важна роля в приготвянето на храната и при производството на енергия. Водната пара е относително често срещана атмосферна съставка, налична дори и в слънчевата атмосфера, както и на всяка друга планета от Слънчевата система и в много небесни тела, включително естествени спътници, комети и големи астероиди.

## Свойства

### Изпарение
Когато водна молекула напусне дадена повърхност и се разпръсва в газ, за нея се казва, че е претърпяла изпарение. Всяка индивидуална водна молекула, която преминава от течност в газ/пара или обратно, го осъществява чрез абсорбиране или отделяне на кинетична енергия. Общото измерване на този кинетичен пренос на енергия се определя като топлинна енергия и се случва само, когато има разлика в температурата на водните молекули. Течната вода, която става на водна пара, взема част от топлината със себе си в хода на процес, наречен изпарително охлаждане. Количеството водна пара във въздуха определя колко често молекулите ще се връщат към повърхността. Когато възникне нетно изпаряване, водното тяло ще претърпи нетно охлаждане, пряко свързано със загубата на вода.
Обикновено скоростта на изпарение се измерва чрез стандартизирани метални пластини, поставяни на открито из страната. След това данните се събират и компилират в обща карта. Могат да бъдат използвани и формули за изчисляване на скоростта на изпарение от водна повърхност, като например плувен басейн. В някои държави, скоростта на изпарение многократно надхвърля скоростта на валежите.
Изпарителното охлаждане се ограничава от атмосферните условия. Влажността представлява количеството водна пара във въздуха. Съдържанието на пара във въздуха се измерва с устройства, наречени хигрометри. Измерванията обикновено се изразяват като относителна влажност. Температурите на атмосферата и водната повърхност определят равновесното парно налягане. 100% относителна влажност настъпва, когато парциалното налягане на водната пара е равно на равновесното парно налягане. Това състояние често се нарича пълно насищане. Влажността варира от 0 g/m3 в сух въздух до 30 g/m3, когато парата е наситена при 30 °C.

### Сублимация
Сублимация се наблюдава, когато водните молекули директно преминават от твърдо състояние (лед) в газ, без да се превръщат първо в течност. На сублимацията се дължи изчезването посред зима на лед и сняг при температури, които са твърде ниски, за да предизвикат топене. На Антарктида този ефект се наблюдава в особено степен, тъй като това е континентът с най-малко валежи на Земята. Впоследствие се образуват големи области, където хилядолетни слоеве сняг са сублимирали, оставяйки след себе си всякакви нелетливи вещества, които са съдържали. Това е изключително ценно за някои научни дисциплини, тъй като в някои случаи е възможно събирането на метеорити в големи бройки и в отлично запазено състояние.
Сублимацията е важна при приготвянето на някои класове биологически образци за сканиращ електронен микроскоп. Обикновено образците се подготвят чрез криофиксация, след което повърхността се счупва, гравира и се ерозира чрез вакуум, докато се покаже нужното ниво на детайлност. Тази техника може да покаже протеинови молекули, структурата на органели и липидни бислоеве с много ниско ниво на изкривяване.

### Кондензация
Водната пара кондензира върху друга повърхност, само когато тази повърхност е по-хладна от температурата на точката на оросяване, или когато равновесието на водната пара във въздуха е било превишено. Когато водната пара кондензира върху повърхността, настъпва нетно затопляне върху повърхността. Водната молекула донася топлинна енергия със себе си. В резултат на това, температурата на атмосферата леко се понижава. В атмосферата, кондензацията поражда облаци, мъгла и валежи (обикновено само, когато е подпомагана от кондензационни ядра). Точката на оросяване на въздушен участък е температурата, до която той трябва да се охлади, преди водната пара във въздуха да започне да кондензира.

### Химични реакции
Редица химични реакции произвеждат вода. Ако реакциите се провеждат при температура, по-висока от точката на оросяване на околния въздух, водата ще се образува под формата на пара. Обичайните реакции, които водят до образуване на вода, са горенето на водород или въглеводород във въздух или друг кислород-съдържащ газ. По подобен начин други химични реакции могат да настъпят при наличието на водна пара, което води до образуването на нови химикали, като например ръжда върху желязо или стомана, настъпване на полимеризация (някои форми на полиуретан и цианоакрилат) или промяна на формата, като например когато сух химикал абсорбира достатъчно пара, за да образува кристална структура, което понякога води до характерна промяна на цвета, която на свой ред може да послужи за измервания.

## Промишлено използване
Промишлеността е използва множество приложения на водната пара, като най-главните са за топлоносител и за функционирането на парни машини (основно парни турбини и парни локомотиви). Използва се и при изпомпването на флуиди и при сирените. Свойствата ѝ за пренос на топлина се използват и за стерилизация.
Парата се произвежда в парни котли, затопляни от изгарянето на гориво или чрез кипене на вода, поставена в контакт с горещ източник, като например парогенератор на кипящ ядрен реактор.

## В земната атмосфера
Водата в газообразно състояние представлява малка, но екологично важна съставна част от земната атмосфера. Процентът на водната пара във въздуха на повърхността варира от 0,01% при -42 °C до 4,24%, когато точката на оросяване е 30 °C. Приблизително 99,13% от нея се съдържа в тропосферата. Кондензацията на водната пара в течна вода или лед е отговорна за образуването на облаци, дъжд, сняг и други видове валежи, всички от които са сред най-значимите елементи на това, което хората възприемат като метеорологично време. По-малко очевидно, специфичната топлина на изпарение, която се отделя в атмосферата при настъпване на кондензация, е един от най-важните елементи в атмосферния енергиен бюджет, както в локален, така и в глобален мащаб. Например, специфичната топлина на изпарение в атмосферната конвекция е пряко отговорна за задвижване на мощни и унищожителни бури, като например тропични циклони и гръмотевични бури. Водната пара е най-ефективният парников газ, което се дължи на наличието на хидроксилна връзка, която много добре абсорбира инфрачервения диапазон от електромагнитния спектър.
Водата в земната атмосфера може да достигне точката си на замръзване (0 °C), поради силно полярното привличане на водата. Когато се вземе предвид и количеството ѝ, водната пара има сходни точка на оросяване и точка на замръзване, за разлика от други газове (въглероден диоксид, метан). Поради тази причина, въглеродният диоксид е метанът, бидейки неполярни, се издигат над водната пара. Абсорбирането и емисиите на двете съединения допринасят за земните емисии в космоса и за радиационния баланс.
Не е ясно как облачността би се изменила от затоплянето на климата. В зависимост от естеството на отговора, облаците или ще усилят, или ще смекчат затоплянето от дълготрайните парникови газове. При отсъствие на парникови газове, земната водна пара би кондензирала върху повърхността, като това вероятно се е случвало повече от веднъж в хода на историята на Земята. Мъглата и облаците се образуват чрез кондензация върху кондензационни ядра. При отсъствието на такива частици, кондензация би настъпвала само при много по-ниски температури. При продължителна кондензация, започват да се оформят капки или снежинки, които падат под формата на валежи, когато достигнат критична маса.
Водното съдържание на атмосферата като цяло постоянно се изразходва от валежите. В същото време то постоянно се възстановява от изпарението, най-вече от морета, езера и реки. Други източници на атмосферна вода включват горене, вулканични изригвания, транспирация на растенията и различни биологични и геологични процеси. Средните годишни валежи на Земята са около 1 m, което говори, че има голям оборот на водата във въздуха – средният престой на една водна молекула в тропосферата е около 9 – 10 дни.
Тъй като водните молекули абсорбират микровълни и други радио честоти, водата в атмосферата отслабва радарните сигнали. Освен това, атмосферната вода има склонността да отразява сигналите, но водната пара отразява радарните лъчи по-малко, отколкото капки или ледени кристали. По принцип радарните сигнали губят мощността си, докато напредват в тропосферата. Същото важи и за радиовълните, използвани за радиопредаване и комуникация.
Водната пара играе ключова роля при произвеждането на мълнии в атмосферата. Способността на облаците да държат голямо количество електрическа енергия е пряко свързано с количеството налична водна пара в локалната система. Количеството водна пара пряко контролира диелектричната проницаемост на въздуха. Когато има ниска влажност, статичният разряд е бърз и лесен, но когато влажността е висока, възникват по-малки статични разряди. След като облак започне да генерира електричен заряд, атмосферната водна пара играе ролята на изолатор, който намалява способността на облака да разрежда електроенергията си. След определен период от време, ако облакът продължава да генерира и съхранява още статично електричество, бариерата, създадена от атмосферната водна пара, накрая ще се скъса. Електрическата енергия ще протече към близка противоположно заредена област под формата на мълния.

## Извън Земята
Водната пара е често срещана в Слънчевата система, както и в други планетни системи. Следи от такава са намерени в атмосферата на Слънцето, на всички останали планети от Слънчевата система, както и на всички естествени спътници в системата.
Яркостта на летящите комети се дължи главно на водна пара. Приближавайки към Слънцето, ледът, който много комети носят, започва да сублимира до пара, която от своя страна отразява слънчевата светлина.